# Tiit Sokk
Tiit Sokk, né le 15 novembre 1964 à Tartu dans la République socialiste soviétique d'Estonie, est un joueur et entraîneur de basket-ball estonien.

## Club
- 1985-1988 :  CSKA Moscou
- 1988-1992 :  Kalev Tallinn
- 1992-1996 :  Panathinaikos
- 1996-1997 :  Kalev Tallinn
- 1997-1998 :  Aris Salonique

## Palmarès

### Club
- Champion d'URSS en 1988 (CSKA) et 1991 (Kalev Tallinn)
- second du Championnat d'URSS en 1986 et 1987
- Champion d'Estonie en 1992
- Vice-Champion de Grèce 1993, 1995, 1996
- Vainqueur de la Coupe de Grèce 1993, 1996 (Panathinaikos) et 1998 (Aris Salonique)

### Sélection nationale
jeux olympiques d'été
- aux jeux Olympiques de 1988 à Séoul,  Corée du Sud

Championnat du monde
- du Championnat du monde 1986,  Espagne
- du Championnat du monde
1990,  Union soviétique

Championnat d'Europe
- du Championnat d'Europe 1989,  Yougoslavie